# Lamborghini Countach
Countach (Kuntaš) je model Lamborghinija, ki so ga izdelovali od leta 1973 do leta 1990. V tem času je bilo izdelanih 2.049 avtomobilov. Je športni avtomobil in ima motor v sredini. Motor ima V12. Njegova oblika je popularizirala klinast, močno ukrivljen pogled priljubljen v številnih visoko zmogljivih športnih avtomobilov.
Leta 2004 ga je ameriška revija Sports Car International poimenovala tretji najboljši športni avtomobil 70. let in deseti najboljši športni avtomobil 80. let.

## Oblika
Countacha je oblikoval Marcello Gandini, ki je oblikoval tudi prejšnjo Miuro.
Countach je bil eden prvih avtomobilov, ki je imel vrata, ki so znana kot "škarjasta vrata". Ta oblika vrat je postala ena izmed blagovnih znamk Lamborghini.

## Modeli

### LP500 Prototip
Izdelan je bil en prototip, ki žal ni preživel, saj so ga žrtvovali, ko so hoteli dobiti homologacijo Evrope.                    

### LP400
Prvi pravi model Countacha. Prvega so dostavili kupcu v Avstraliji leta 1974. Motor je imel moč 370 konjev.

### LP400 S
Leta 1978 je prišel nov model, imenovan LP400 S. Čeprav je bil novejši model, je imel njegov motor manjšo moč(350 konjev). Ta model je imel veliko sprememb, največ pa v zunanjosti. Kupci so se lahko odločili, če želijo na avtu tudi spojler. Spojler je avtu zmanjšal največjo hitrost za približno 16 km/h, kljub temu pa se je večino kupcev za njega odločilo.                                                                                                                                                                                   

### LP500S
Leta 1982 je prišel še en nov model. Tokrat so njegovo moč povečali. Notranjost so spremenili, zunanjost pa je ostala nespremenjena. Teh modelov so naredili 323.

### LP Turbo S
Lamborghini je izdelal le dva prototipa in za enega je znano, da še vedno obstaja. Motor naj bi imel moč 758 konjev in avto naj bi imel največjo hitrost 333 km/h.

### 5000 QV (Quattrovalvole)
Leta 1985 so motor spet poboljšali. Vsak izmed cilindrov je imel štiri ventile in zato se po italijansko temu modelu reče Quattrovalvole.

### 25. Obletnica Countacha
Posebna različica Countacha je bila ustvarjena leta 1988. Do leta 1990, ko so z izdelavo prenehali, je bilo izdelanih 658 avtomobilov.